# کیشپشت
کیشپِشت (مجاری: Kispest، به معنی پِـشت کوچک) ناحیهٔ ۱۹ از ۲۳ ناحیهٔ بوداپست در مجارستان است. کیش‌پشت ۹٫۳۸ کیلومتر مربع مساحت دارد و طبق آمار اول ژانویهٔ سال ۲۰۱۸، جمعیت آن ۵۹٬۸۴۷ نفر است. اکنون دو محلهٔ کیش‌پشت قدیم و وکرله زیرمجموعهٔ این ناحیه هستند.

## کیشپشت

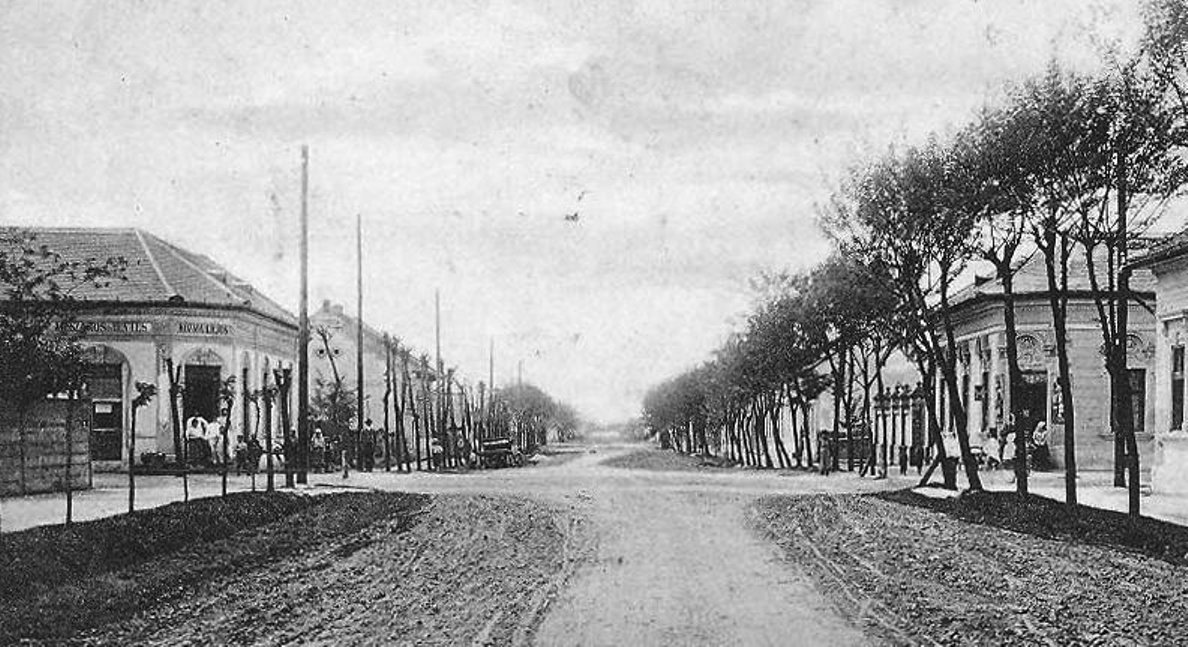
خیابان اصلی کیشپشت در قدیم

کیشپشت در ابتدا یک روستای کوچک در حومهٔ پشت بود که در سال ۱۸۷۱ ایجاد و در سال ۱۹۵۰ با بوداپست بزرگ ادغام شد. در دههٔ هشتاد میلادی تعداد ۱۲٬۱۰۰ مجتمع مسکونی برای تقریباً ۳۳٬۰۰۰ ساکن در آنجا ساختند که کیشپشت را مبدل به ششمین منطقهٔ مسکونی بزرگ بوداپست ساخت. خط متروی ۳ بوداپست دسترسی این منطقه را به مرکز شهر سریع می‌کند. ایستگاه متروی خیابان اصلی کیشپشت (به مجاری: Határ út) یکی از شلوغ‌ترین نقاط محسوب می‌شود.
در باشگاه فوتبال کیشپشت، به نام هونوِد که امروز نیز دایرست، فرنتس پوشکاش، بهترین گلزن قرن بیستم و تیمش به نام گروه طلائی در دهه‌های ۴۰ و ۵۰ فوتبال بازی می‌کردند.

## وکرله
نام وکرله برگرفته از نام یکی از نخست وزیران مجارستان به نام شاندور وِکِرله است که طرفدار نظریهٔ ساختمانهایی راحت برای زندگی و کارِ کارمندان دولت بود. معمار میدان اصلی و چندین ساختمانِ محل، ساختهٔ کاروی کوش است که بین سالهای ‎۱۹۰۹–۱۹۲۲ ساخته شدند.

## نگارخانه

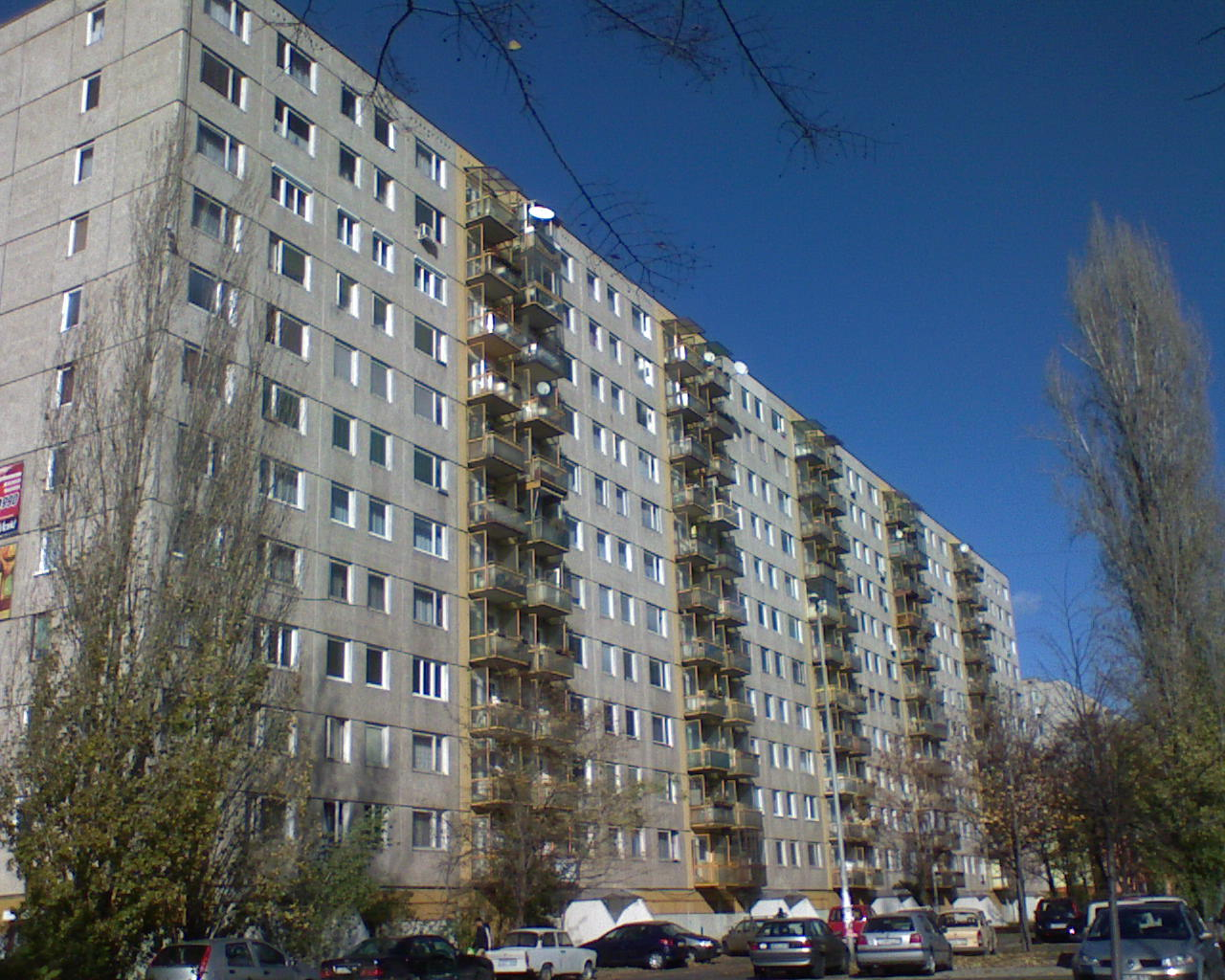
نمونه ای از میکروآپارتمان‌های کیشپشت
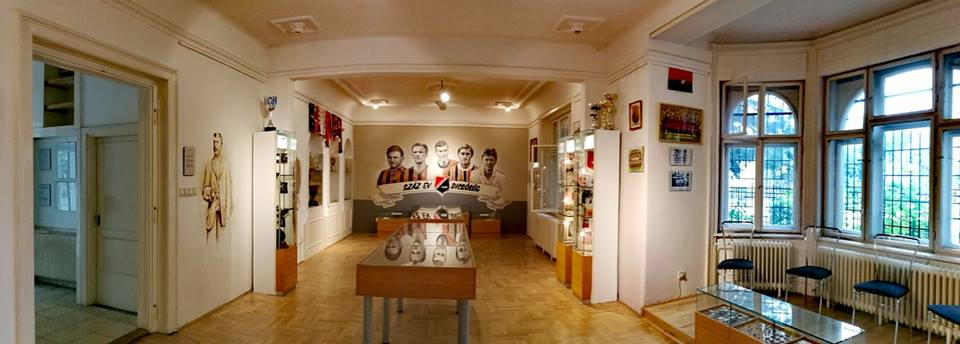
خانهٔ فوتبال کیش‌پشت
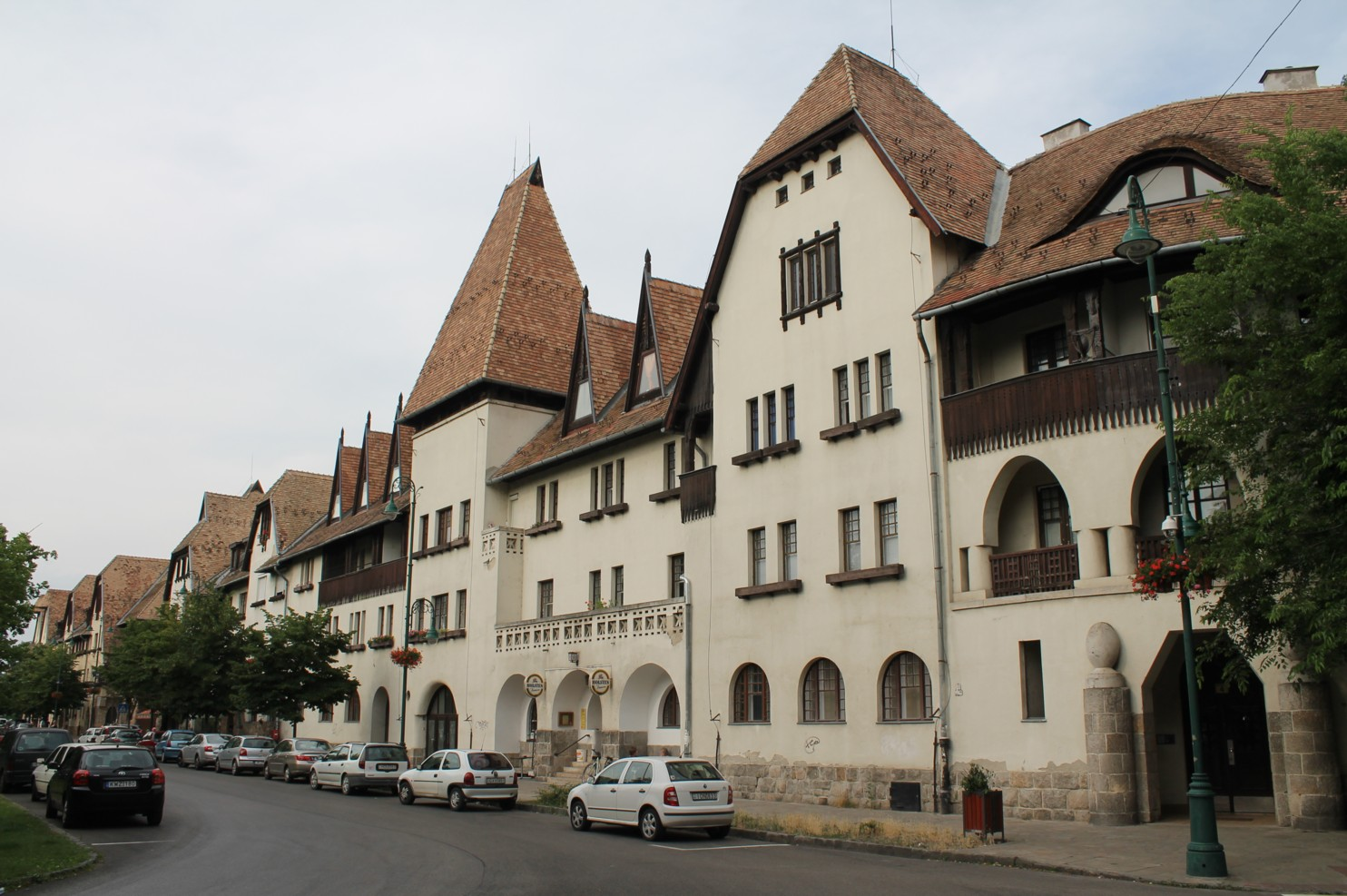
میدان کوش کاروی در محلهٔ وکرله
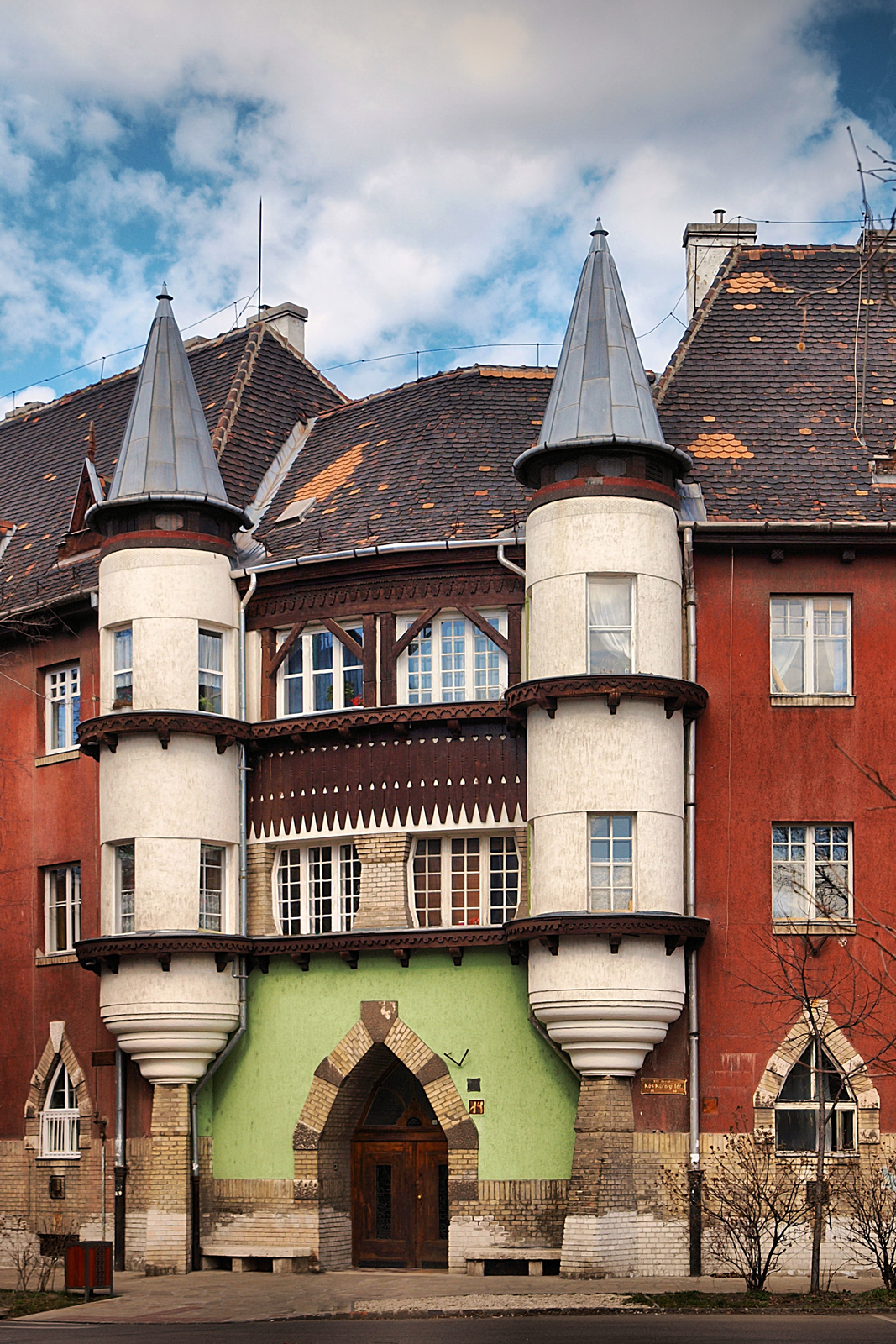
میدان کوش کاروی شمارهٔ ۱۴